# If...!? / Rainy Night
If...!? / Rainy Night (JUNSU from 東方神起) là đĩa đơn tiếng Nhật thứ mười chín của Tohoshinki, phát hành vào ngày 27 tháng 02 năm 2008 bởi Rhythm Zone. Đây là đĩa đơn thứ ba trong dự án T.R.I.C.K. cho album của nhóm "T".

## Danh sách bài hát

### CD
| STT              | Nhan đề                    | Phổ lời          | Phổ nhạc         | Thời lượng |
| ---------------- | -------------------------- | ---------------- | ---------------- | ---------- |
| 1.               | "If...!?"                  | H.U.B            | AKIRA            | 3:35       |
| 2.               | "Rainy Night"              | H.U.B            | JUNSU            | 4:20       |
| 3.               | "If...!? (Less Vocal)"     |                  |                  | 3:35       |
| 4.               | "Rainy Night (Less Vocal)" |                  |                  | 4:20       |
| Tổng thời lượng: | Tổng thời lượng:           | Tổng thời lượng: | Tổng thời lượng: | 15:50      |

## Xếp hạng

### OriconSales Chart (Nhật Bản)
| Phát hành           | Chart                        | Vị trí cao nhất | Tổng lượng bán ra |
| ------------------- | ---------------------------- | --------------- | ----------------- |
| 27 tháng 2 năm 2008 | Oricon Daily Singles Chart   | 5               |                   |
| 27 tháng 2 năm 2008 | Oricon Weekly Singles Chart  | 12              | 18,689            |
| 27 tháng 2 năm 2008 | Oricon Monthly Singles Chart | 30              |                   |
| 27 tháng 2 năm 2008 | Oricon Yearly Singles Chart  | 286             | 25,702            |

### Korea Top 20 Foreign Albums & Singles
| Phát hành           | Chart                  | Vị trí cao nhất | Tổng lượng bán ra |
| ------------------- | ---------------------- | --------------- | ----------------- |
| 27 tháng 2 năm 2008 | February Monthly Chart | 1               | 9,900             |
| 27 tháng 2 năm 2008 | March Monthly Chart    | 9               | 2,546             |

## Ngày phát hành
| Ngày                | Quốc gia | Định dạng           | Nhãn đĩa         |
| ------------------- | -------- | ------------------- | ---------------- |
| 27 tháng 2 năm 2008 | Nhật Bản | CD digital download | Rhythm Zone      |
| 27 tháng 2 năm 2008 | Hàn Quốc | CD digital download | SM Entertainment |